# Basketball-Supercup
Der Basketball-Supercup des Deutschen Basketball Bundes (DBB) ist ein internationales Einladungsturnier im Basketball für Herren-Nationalmannschaften, das seit 1987 mit Ausnahme der Jahre 1990 und 1993 jährlich ausgetragen wird. Es findet jeweils im Sommer eines Jahres als Vorbereitungsturnier für die im Herbst stattfindenden Endrundenturniere wie Europameisterschaft sowie Weltmeisterschaft oder Olympia statt. Bis auf die ersten Austragungen, in denen es mit mehr als vier Mannschaften auch Vorrundenspiele gab, wird das Turnier mit der deutschen Nationalmannschaft als Gastgeber und drei Gastmannschaften zumeist an einem Wochenende an zwei bis drei aufeinanderfolgenden Tagen in einer Halle ausgerichtet. Es gehört zusammen mit dem Akropolis-Turnier in Athen zu den langlebigsten und beständigsten Vorbereitungsturnieren im europäischen Basketball-Wettbewerbskalender.
Nachdem zunächst Dortmund viermal hintereinander von 1987 bis 1991 Austragungsort der damaligen Finalrunden war, fand das Turnier anschließend insbesondere in Berlin statt, wo man siebenmal zu Gast war, zuletzt 2006. Neben Bremen (1998), Stuttgart (2000) sowie fünfmal in der Volkswagen Halle Braunschweig (zuletzt 2005) war man mit 2004 beginnend bislang achtmal zu Gast im Forum Bamberg, zuletzt auch bekannt als Brose Arena und zweimal in der ratiopharm arena in Neu-Ulm. 2019 war zum vierten Mal die Edel-optics.de Arena in Hamburg-Wilhelmsburg Austragungsort.
2010 stieg das Unternehmen Beko Elektronik A.Ş. für drei Jahre als Namenssponsor ein. Fortan trug das Turnier den Namen BEKO Supercup. Nach einem Jahr ohne Sponsor (2014) wurde die Ergo Versicherungsgruppe im April 2015 neuer Titelsponsor. Die Bezeichnung ERGO Supercup galt für die Veranstaltungen 2015 und 2016. Für 2018 und 2019 wurden die Namensrechte für die Veranstaltung in Hamburg an das dort ansässige Logistikunternehmen VTG AG vergeben.
In Folge der COVID-19-Pandemie wurde der Supercup 2020 am 13. und 14. Juni in Hamburg abgesagt.
2025 fand das Turnier unter dem Namen Turkish Airlines Supercup im SAP Garden München statt.

## Liste der Austragungen
| Jahr | Termin                             | Halle / Ort                                | Turniersieger                      | Turniersieger                      | Zweiter                            | Zweiter                            | Dritter                            | Dritter                            | weitere Teilnehmer                 | weitere Teilnehmer                 |
| ---- | ---------------------------------- | ------------------------------------------ | ---------------------------------- | ---------------------------------- | ---------------------------------- | ---------------------------------- | ---------------------------------- | ---------------------------------- | ---------------------------------- | ---------------------------------- |
| 2025 | 15. bis 16. August                 | SAP Garden, München                        | Serbien                            | 91:81                              | Deutschland                        |                                    | Türkei                             | 79:65                              | Tschechien                         |                                    |
| 2024 | nicht ausgetragen                  | nicht ausgetragen                          | nicht ausgetragen                  | nicht ausgetragen                  | nicht ausgetragen                  | nicht ausgetragen                  | nicht ausgetragen                  | nicht ausgetragen                  | nicht ausgetragen                  |                                    |
| 2023 | 12. bis 13. August                 | Edel-optics.de Arena, Hamburg-Wilhelmsburg | Kanada                             | 113:112                            | Deutschland                        |                                    | China                              | 69:68                              | Neuseeland                         |                                    |
| 2022 | 19. bis 20. August                 | Barclays Arena, Hamburg                    | Serbien                            | 83:56                              | Deutschland                        |                                    | Italien                            | 96:80                              | Tschechien                         |                                    |
| 2021 | 18. bis 20. Juni                   | Edel-optics.de Arena, Hamburg-Wilhelmsburg | Deutschland                        |                                    | Italien                            |                                    | Tschechien                         |                                    | Tunesien                           |                                    |
| 2020 | Absage wegen der COVID-19-Pandemie | Absage wegen der COVID-19-Pandemie         | Absage wegen der COVID-19-Pandemie | Absage wegen der COVID-19-Pandemie | Absage wegen der COVID-19-Pandemie | Absage wegen der COVID-19-Pandemie | Absage wegen der COVID-19-Pandemie | Absage wegen der COVID-19-Pandemie | Absage wegen der COVID-19-Pandemie | Absage wegen der COVID-19-Pandemie |
| 2019 | 16. bis 18. August                 | Edel-optics.de Arena, Hamburg-Wilhelmsburg | Deutschland                        | 83:62, 87:68, 92:84                | Tschechien                         | 96:86, 68:87, 103:83               | Ungarn                             | 62:83, 80:75, 83:103               | Polen                              | 86:96, 75:80, 84:92                |
| 2018 | 7. bis 8. September                | Edel-optics.de Arena, Hamburg-Wilhelmsburg | Türkei                             | 100:79 (HF), 89:80                 | Tschechien                         | 87:80 (HF), 80:89                  | Italien                            | 80:87 (HF), 71:62                  | Deutschland                        | 79:100 (HF), 62:71                 |
| 2017 | 18. bis 20. August                 | Edel-optics.de Arena, Hamburg-Wilhelmsburg | Serbien                            | 85:78, 85:75, 87:56                | Polen                              | 78:85, 80:75, 81:78                | Deutschland                        | 79:76, 75:80, 56:87                | Russland                           | 76:79, 75:85, 78:81                |
| 2016 | 19. bis 21. August                 | ratiopharm arena, Neu-Ulm                  | Russland                           | 89:77, 92:73, 84:72                | Deutschland                        | 75:66, 73:92, 80:61                | Finnland                           | 66:75, 80:71, 72:84                | Polen                              | 77:89, 71:80, 61:80                |
| 2015 | 21. bis 23. August                 | Inselparkhalle, Hamburg-Wilhelmsburg       | Deutschland                        | 85:80, 82:69, 68:66                | Lettland                           | 80:85, 81:79, 81:80                | Polen                              | 83:73, 69:82, 80:81                | Türkei                             | 73:83, 79:81, 66:68                |
| 2014 | 1. bis 3. August                   | Brose Arena, Bamberg                       | Deutschland                        | 75:74, 84:91, 84:75                | Israel                             | 75:82, 91:84, 94:86                | Russland                           | 82:75, 73:64, 75:84                | Lettland                           | 74:75, 64:73, 86:94                |
| 2013 | 23. bis 25. August                 | ratiopharm Arena, Neu-Ulm                  | Nordmazedonien                     | 77:75, 81:67, 93:84                | Bosnien und Herzegowina            | 73:62, 90:84, 84:93                | Griechenland                       | 75:77, 84:90, 78:62                | Deutschland                        | 62:73, 67:81, 62:78                |
| 2012 | 11. bis 12. August                 | Stechert Arena, Bamberg                    | Deutschland                        | 79:70 (HF), 78:74                  | Polen                              | 95:69 (HF), 74:78                  | Finnland                           | 70:79 (HF), 98:82                  | Türkei                             | 69:95 (HF), 82:98                  |
| 2011 | 19. bis 21. August                 | Stechert Arena, Bamberg                    | Griechenland                       | 62:38, 69:56, 70:61                | Deutschland                        | 71:65, 56:69, 64:52                | Türkei                             | 38:62, 66:60, 52:64                | Belgien                            | 65:71, 60:66, 61:70                |
| 2010 | 13. bis 15. August                 | Forum Bamberg, Bamberg                     | Litauen                            | 80:77, 78:67, 93:82                | Kroatien                           | 79:67, 72:61, 82:93                | Deutschland                        | 67:79, 67:78, 68:54                | Türkei                             | 77:80, 61:72, 54:68                |
| 2009 | 21. bis 22. August                 | JAKO Arena, Bamberg                        | Kroatien                           | 81:74 (HF), 73:65                  | Deutschland                        | 78:77 (HF), 65:73                  | Mazedonien                         | 77:78 (HF), 95:88                  | Polen                              | 74:81 (HF), 88:95                  |
| 2008 | 4. bis 5. Juli                     | JAKO Arena, Bamberg                        | Griechenland                       | 79:71 (HF), 93:86                  | Puerto Rico                        | 85:83 (HF), 86:93                  | Deutschland                        | 83:85 (HF), 77:67                  | Slowenien                          | 71:79 (HF), 67:77                  |
| 2007 | 24. bis 26. August                 | JAKO Arena, Bamberg                        | Russland                           | 77:59, 65:66, 67:56                | Deutschland                        | 69:51, 66:65, 60:69                | Italien                            | 59:77, 79:60, 69:60                | Portugal                           | 51:69, 60:79, 56:67                |
| 2006 | 4. bis 5. August                   | Schmeling-Halle, Berlin                    | Italien                            | 79:65 (HF), 70:65                  | Deutschland                        | 70:56 (HF), 65:70                  | Türkei                             | 56:70 (HF), 89:76                  | Frankreich                         | 65:79 (HF), 76:89                  |
| 2005 | 26. bis 28. August                 | Volkswagenhalle, Braunschweig              | Griechenland                       | 66:57                              | Deutschland                        | 75:59, 88:54, 57:66                | Belarus                            | 59:75                              | Georgien                           | 54:88                              |
| 2004 | 20. bis 22. August                 | Forum, Bamberg                             | Deutschland                        | 60:59, 92:82, 67:50                | Frankreich                         | 59:60, 69:57, 53:64                | Lettland                           | 64:75, 82:92, 64:53                | Türkei                             | 75:64, 57:69, 50:67                |
| 2003 | 22. bis 24. August                 | Volkswagenhalle, Braunschweig              | Frankreich                         | 94:87 n. V., 108:68, 76:68         | Deutschland                        | 78:54, 91:84, 68:76                | Kroatien                           | 87:94 n. V., 84:91, 84:69          | Schweden                           | 54:78, 68:108, 69:84               |
| 2002 | 15. bis 17. August                 | Volkswagenhalle, Braunschweig              | BR Jugoslawien                     | 79:81, 87:58, 88:87 n. V.          | Deutschland                        | 86:72, 83:74, 87:88 n. V.          | Litauen                            | 72:86, 58:87, 85:75                | Neuseeland                         | 81:79, 74:83, 75:85                |
| 2001 | 3. bis 5. August                   | Volkswagenhalle, Braunschweig              | BR Jugoslawien                     | , 88:78, 88:79                     | Frankreich                         | 83:72, 85:73, 79:88                | Litauen                            | , 73:85, 95:64                     | Deutschland                        | 72:83, 78:88, 64:95                |
| 2000 | 1. bis 3. September                | Schleyer-Halle, Stuttgart                  | Kroatien                           | , 80:62                            | Dallas All-Stars                   | 78:87, ,                           | Türkei                             | , 65:55,                           | Deutschland                        | 87:78, 55:65 , 62:80               |
| 1999 | 4. bis 6. Juni                     | Schmeling-Halle, Berlin                    | Frankreich                         | 67:52, 77:66, 66:52                | Deutschland                        | 83:74, 66:77, 53:48                | Australien                         | 52:67, , 48:53                     | Türkei                             | 74:83, , 52:66                     |
| 1998 | 10. bis 12. Juli                   | Stadthalle, Bremen                         | Frankreich                         | 83:79, 76:73, 71:65                | Russland                           | 79:83, 80:53,                      | Deutschland                        | 85:75, 53:80, 65:71                | Griechenland                       | 75:85, 73:76,                      |
| 1997 | 6. bis 8. Juni                     | Schmeling-Halle, Berlin                    | Italien                            | 84:83, 74:73, 70:63                | BR Jugoslawien                     | 83:84, 83:66, 90:86                | Deutschland                        | 72:70, 73:74, 86:90                | Türkei                             | 70:72, 66:83, 63:70                |
| 1996 | 28. bis 30. Juni                   | Sömmeringhalle, Berlin-Charlottenburg      | Litauen                            | 84:77, 86:70, 57:77                | BR Jugoslawien                     | 82:69, 70:86, 91:76                | Deutschland                        | 77:84, 87:82, 76:91                | Griechenland                       | 69:82, 82:87, 77:57                |
| 1995 | 9. bis 11. Juni                    | Sömmeringhalle, Berlin-Charlottenburg      | Kroatien                           | 93:76, 75:77, 80:57                | Frankreich                         | 76:93, 87:65, 73:58                | Deutschland                        | 69:57, 77:75, 58:73                | Israel                             | 57:69, 65:87, 57:80                |
| 1994 | 8. bis 10. Juli                    | Sömmeringhalle, Berlin-Charlottenburg      | Kanada                             | , 95:86, 93:89                     | Russland                           | , 72:85, 89:74                     | Italien                            | 79:64, 86:95, 74:89                | Deutschland                        | 64:79, 85:72, 89:93                |
| 1993 | nicht ausgetragen                  | nicht ausgetragen                          | nicht ausgetragen                  | nicht ausgetragen                  | nicht ausgetragen                  | nicht ausgetragen                  | nicht ausgetragen                  | nicht ausgetragen                  | nicht ausgetragen                  | nicht ausgetragen                  |
| 1992 | 11. bis 13. Juni                   | Berlin                                     | Italien                            | 81:82, 100:76, 85:77               | Deutschland                        | 85:68, 91:85, 77:85                | Frankreich                         | 82:81, 85:91, 89:88                | Türkei                             | 68:85, 76:100, 88:89               |

## Statistiken

### Bisherige Turniersieger
- 6 Turniersiege: Deutschland (2004, 2012, 2014, 2015, 2019 und 2021)
- 4 Turniersiege: Jugoslawien (1987, 1988, 1989 und 1991),
- 3 Turniersiege: Italien (1992, 1997 und 2006), Kroatien (1995, 2000 und 2009), Frankreich (1998, 1999 und 2003), Griechenland (2005, 2008 und 2011), Serbien (2017, 2022 und 2025)
- 2 Turniersiege: Serbien und Montenegro (2001 und 2002), Litauen (1996 und 2010), Russland (2007 und 2016), Kanada (1994 und 2023)
- 1 Turniersieg: Mazedonien (2013),  Türkei (2018)

### Sportliches Abschneiden
| Platz | Land                   | Erster | Zweiter | Dritter | zuletzt dabei | erste Teilnahme | Teilnahmen | Titelquote |
| ----- | ---------------------- | ------ | ------- | ------- | ------------- | --------------- | ---------- | ---------- |
| 1     | Deutschland            | 6      | 13      | 8       | GG            | 1987            | 35         | 17 %       |
| 2     | Jugoslawien            | 4      | -       | -       | 1991          | 1987            | 4          | 100 %      |
| 3     | Frankreich             | 3      | 3       | 1       | 2006          | 1988            | 11         | 27 %       |
| 4     | Italien                | 3      | 2       | 5       | 2022          | 1988            | 9          | 33 %       |
| 5     | Kroatien               | 3      | 1       | 1       | 2010          | 1995            | 5          | 60 %       |
| 6     | Griechenland           | 3      | -       | 3       | 2013          | 1987            | 8          | 38 %       |
| 7     | Serbien                | 3      | -       | -       | 2025          | 2017            | 3          | 100 %      |
| 8     | Russland               | 2      | 2       | 1       | 2017          | 1994            | 6          | 33 %       |
| 9     | Serbien und Montenegro | 2      | 2       | -       | 2002          | 1996            | 4          | 50 %       |
| 10    | Litauen                | 2      | -       | 2       | 2010          | 1996            | 4          | 50 %       |
| 11    | Kanada                 | 2      | -       | -       | 2023          | 1994            | 2          | 100 %      |
| 12    | Türkei                 | 1      | -       | 4       | 2025          | 1992            | 12         | 8 %        |
| 13    | Nordmazedonien         | 1      | -       | 1       | 2013          | 2009            | 2          | 50 %       |
| 14    | Tschechien             | -      | 2       | 1       | 2025          | 2018            | 5          | 0 %        |

- Jahreszahlen sind fett markiert, falls Nationalmannschaft aufgelöst wurde und nicht mehr eingeladen werden kann
- GG: Deutschland ist als Gastgeber ständiger Teilnehmer

### Austragungsorte
| Ort          | Anzahl | zuletzt | zuerst |
| ------------ | ------ | ------- | ------ |
| Bamberg      | 8      | 2014    | 2004   |
| Berlin       | 7      | 2006    | 1992   |
| Hamburg      | 7      | 2019    | 2023   |
| Dortmund     | 4      | 1991    | 1987   |
| Braunschweig | 4      | 2005    | 2001   |
| Neu-Ulm      | 2      | 2016    | 2013   |
| Bremen       | 1      | 1998    | 1998   |
| Stuttgart    | 1      | 2000    | 2000   |
| München      | 1      | 2025    | 2025   |

- Es sind nur Austragungsorte der Finalrunden aufgeführt